# Йозеф Арбтер
Йозеф ріттер фон Арбтер (нім. Joseph Ritter von Arbter; 1 квітня 1771, м. Яґерндорф, нині Крнов Мораво-Сілезького краю, Чехія — 7 квітня 1836, м. Ґрац) — австрійський правник, доктор права, ректор Львівського (1809—1810) і Грацького (1828—1829) університетів.

## Життєпис
Закінчив юридичний факультет Віденського університету. З 1796 року працював ратспротоколістом Львівського апеляційного суду, з 1798 року — в Земському суді Станиславова, з 1801 року — радник Львівського апеляційного суду, у 1808—1809 роках обіймав посаду імператорського радника при апеляційному суді. Упродовж 1804—1817 років президент і директор юридичних студій Львівського університету (тоді ліцею), у 1817—1818 був директором юридичного факультету, а 1809—1810 роках ректором Львівського університету. З 1817 року — надвірний радник, з 1824 року очолював Земський суд м. Грац. У 1828—1829 роках був ректором університету м. Грац. Делегат земського сейму Штирії. Шляхтич (з 1818).